# Scala (音楽ソフトウェア)
Scalaは、Windows、macOS、Linuxで動作するフリーのソフトウェアである。Scalaでは、 音律データの作成、保存、組み込みの理論的ツールによる音律の分析と変換、音律データを使用した画面上のキーボードや外部MIDIキーボードの演奏、音律データのハードウェアシンセサイザー、ソフトウェアシンセサイザーへのエクスポートが可能である。
また、Scalaでは、ピッチベンドを使用したMIDIストリームやMIDIファイルの音律データ設定や、システムエクスクルーシブによるMIDIファイルごとの音律データ設定をサポートしている。Scalaはもともとコマンドラインのプログラムだったが、現在はGTK GUI toolkitを使用したGUIベースのプログラムになっている。ScalaはAdaというプログラミング言語で書かれている。 作者はオランダ在住のManuel Op de Coulである。
Scalaはシーケンス用フォーマットである「Scala sequence file format」(.seq) をサポートしており、これを使用することでMIDIシーケンサーとしても使うことができる。Scala sequence file formatはASCII文字で記述することができ、また非常に柔軟なフォーマットであるため、微分音音楽を作曲したい人、打ち込みたい人にとってはとても強力なツールである。
Scalaのモットーはラテン語で「Invenit et perficit」（英語では「It finds and perfects」または「It discovers and accomplishes」の意味）である。Scalaのロゴは、コンパスと、ダイアトニックスケールと五度圏が刻み込まれた球体を持つ智天使がルネサンス様式の凸版印刷風に描かれたものである。

## ファイル形式
ScalaはスタンダードMIDIファイルのオープン、変換、保存が可能である。また、ScalaはMIDIチューニングテーブルを.tun形式でエクスポートすることが可能である。さらに、Scalaは独自の、人間が解読可能なシーケンス言語 (.seq) を提供している。しかし、Scalaは音律データを格納するための人間が解読可能なテキストファイルを扱うソフトウェアとして最もよく知られている。
音律データを格納するためテキストファイルであるScala scale file formatは、 他のソフトウェアで扱える形式で微分音音階を表現するための規格となっている。この規格をサポートするソフトウェアは30種類以上あり、その中には Apple Logic 7、Celemony Melodyne 3、Cakewalk Rapture、Z3TA+などの有名な商用パッケージも含まれている。規格をサポートするソフトウェアの一覧はScalaのホームページに掲載されている。また、Scalaの作者により、無償で使用可能な3,500種類以上の音律のScala scale fileが準備されており、その中には歴史上、文化上、理論上興味深い多くの音律が含まれている。